# Aitzaz Ahsan

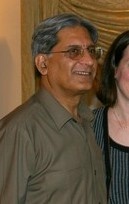
April 2007

Chaudhry  Aitzaz Ahsan (* 1945 in Murree) ist ein pakistanischer Politiker, Anwalt und Senator in der Provinz Punjab. Er wurde 1994 zum ersten Mal in den Senat gewählt. Aitzaz Ahsan war von 2007 bis 2008 Präsident der Supreme Court Bar Association.
Er gehört dem Warraich Clan der Jats an. und wuchs in Lahore auf. Ahsan studierte Rechtswissenschaften am Government College in Lahore und erhielt einen LLM vom Downing College in Cambridge.
Er bewarb sich für eine zivile Anstellung bei den pakistanischen Behörden und bestand die Aufnahmeprüfung. Ahsan trat die Anstellung aber nicht an. Ahsan kam 1967 nach Pakistan zurück und trat der Pakistan People’s Party (PPP) bei. Er konnte sich bei der Parlamentswahl 1977 einen Sitz im Provinzparlament des Punjab sichern. Ahsan wurde Teil des Kabinetts und zum Minister für Rundfunk und Information ernannt.
Er verließ das Kabinett aber, da die Polizei in Punjab auf Demonstranten bei Protesten gegen Wahlbetrug, schoss. Er trat der PPP nach der Operation Fair Play wieder bei und beteiligte sich aktiv an der Bewegung zur Wiederherstellung der Demokratie (M. D. R). Er wurde dafür mehrmals in Haft genommen. Bei der Parlamentswahl 1988 konnte Ahsan für seinen Wahlkreis Lahore zum ersten Mal ins Parlament einziehen.
Chaudhry Aitzaz Ahsan wurde Teil des Kabinetts und zum Justizminister ernannt. Bei den Senatswahlen 2012 wurde Ahsan zum zweiten Mal Mitglied des Senats.
Er gab 2013 jedoch seinen Rücktritt aus dem Senat bekannt.
Ahsan ist als Anwalt häufig beim Obersten Gerichtshof Pakistans tätig. Er vertrat auch namhafte Politiker wie z. B. Yousaf Raza Gilani, Benazir Bhutto, Nawaz Sharif und den ehemaligen Präsidenten Pakistans, Asif Ali Zardari. Er war an der Anwaltsvereinigung beteiligt, die sich für die Wiedereinstellung von Chief Justice Iftikhar Muhammad Chaudhry einsetzte. 2008 erhielt Ahsan in Hongkong den Asian Human Rights Defender Award der Asian Human Rights Commission als Anerkennung.